# اتفاق التجارة والتعاون بين الاتحاد الأوروبي والمملكة المتحدة
اتفاق التجارة والتعاون بين الاتحاد الأوروبي والمملكة المتحدة (بالإنجليزية: EU–UK Trade and Cooperation Agreement) (اختصارًا: TCA) هو اتفاقية تجارية أبرمت في 24 ديسمبر 2020، بين الاتحاد الأوروبي والجماعة الأوروبية للطاقة الذرية، والمملكة المتحدة. طُبقت مؤقتًا في الأول من يناير 2021، وذلك فور انتهاء الفترة الانتقالية لبريكست في 31 ديسمبر 2020.
تحكم الاتفاقية العلاقة بين الاتحاد الأوروبي والمملكة المتحدة بعد انسحاب المملكة المتحدة من الاتحاد الأوروبي بعد ثمانية أشهر من المفاوضات. وهي تنص على التجارة الحرة في السلع والوصول المحدود إلى الأسواق في الخدمات، فضلاً عن آليات التعاون في مجموعة من مجالات السياسة، والأحكام الانتقالية حول وصول الاتحاد الأوروبي إلى مصايد الأسماك في المملكة المتحدة، ومشاركة المملكة المتحدة في بعض برامج الاتحاد الأوروبي. مقارنة بالوضع السابق للمملكة المتحدة كدولة عضو في الاتحاد الأوروبي، فإنه ينهي حرية تنقل الأشخاص بين طرفي الاتفاق، وعضوية المملكة المتحدة في السوق الأوروبية الموحدة والاتحاد الجمركي، ومشاركة المملكة المتحدة في معظم برامج الاتحاد الأوروبي، وسلطة محكمة العدل الأوروبية في تسوية المنازعات.
تنتظر الاتفاقية تصديق البرلمان البريطاني والبرلمان الأوروبي ومجلس الاتحاد الأوروبي قبل أن تدخل حيز التنفيذ رسميًا. من المتوقع أن يقوم برلمان المملكة المتحدة بذلك قبل نهاية عام 2020، وسوف ينظر البرلمان الأوروبي في المسودة في أوائل عام 2021.

## خلفية
أصبحت المملكة المتحدة عضوًا في المجتمعات الأوروبية في عام 1973، والتي أصبحت فيما بعد الاتحاد الأوروبي والجماعة الأوروبية للطاقة الذرية. منذ ذلك الحين، ساهمت المملكة المتحدة في إصدار قانون الاتحاد الأوروبي وخضعته، والذي يخضع تطبيقه للمحاكم الأوروبية.
بعد أن قررت المملكة المتحدة في استفتاء عام 2016 مغادرة الاتحاد الأوروبي ("انسحاب المملكة المتحدة من الاتحاد الأوروبي")، وفعلت ذلك في 31 يناير 2020. حتى 31 ديسمبر 2020، تُطبق فترة انتقالية لا تزال المملكة المتحدة تعتبر فيها في معظم الأمور جزءًا من الاتحاد الأوروبي. بعد أن أدت المفاوضات الأولى بين المملكة المتحدة والاتحاد الأوروبي إلى اتفاقية انسحاب بريطانيا من الاتحاد الأوروبي التي نفذت انسحاب المملكة المتحدة، بدأت المفاوضات من أجل اتفاقية دائمة تحكم التجارة والعلاقات الأخرى بين الاتحاد الأوروبي والمملكة المتحدة بعد نهاية الفترة الانتقالية.

## المفاوضات
سعت حكومة المملكة المتحدة بقيادة بوريس جونسون إلى ممارسة التجارة بحرية مع الاتحاد الأوروبي مع خضوعها لأقل عدد ممكن من قواعد الاتحاد الأوروبي، وخاصة عدم الاختصاص القضائي لمحكمة العدل الأوروبية. من جانبه، أصر الاتحاد الأوروبي على أن سعر دخول المملكة المتحدة إلى السوق الأوروبية الموحدة هو الامتثال لإعانات الاتحاد الأوروبي واللوائح الاجتماعية والبيئية وغيرها من اللوائح لتجنب تشويه المنافسة في السوق الموحدة. نقطة الخلاف الرئيسية الأخرى كانت مصايد الأسماك. كان جزء من الزخم لخروج بريطانيا من الاتحاد الأوروبي هو الرغبة البريطانية في استعادة السيطرة الكاملة على مياه الصيد الخاصة بهم، في حين طالبت الدول الساحلية في الاتحاد الأوروبي بالاحتفاظ بكل أو معظم حقوق الصيد التي يتمتعون بها بموجب سياسة الصيد المشتركة للاتحاد الأوروبي.
كان على اتفاقية التجارة، التي جرى التفاوض عليها في ظل ضغوط زمنية متزايدة بسبب نهاية الفترة الانتقالية في 31 ديسمبر 2020، معالجة جميع هذه القضايا. بدأت المفاوضات التجارية الرسمية، التي مثل فيها ميشيل بارنييه الاتحاد الأوروبي وممثل ديفيد فروست المملكة المتحدة، في 31 مارس 2020. كان من المقرر أن تنتهي المفاوضات في الأصل بحلول نهاية أكتوبر 2020. ومع ذلك، استمرت وانتهت رسميًا في 24 ديسمبر 2020 عند التوصل إلى اتفاق من حيث المبدأ بعد عشر جولات تفاوض.

## التوقيع والتصديق والدخول حيز التنفيذ
وقعت الاتفاقية في 30 ديسمبر 2020. اعتمد مجلس الاتحاد الأوروبي قراره بشأن التوقيع (نيابة عن الاتحاد) في 29 ديسمبر.
يجب اتباع الإجراءات الداخلية للمملكة المتحدة والاتحاد الأوروبي/الجماعة الأوروبية للطاقة الذرية للتصديق بعد التوقيع. بالنسبة للمملكة المتحدة، يعني ذلك موافقة البرلمان، وبالنسبة للاتحاد الأوروبي يعني قرارًا من قبل مجلس الاتحاد الأوروبي بعد موافقة البرلمان الأوروبي. تدخل الاتفاقية حيز التنفيذ في اليوم الأول من الشهر الذي يلي انتهاء هذه الإجراءات (المادة FinProv.11 في المسودة).
وافقت جيرزي وجيرنسي على مشاركتهما في (جزء من) الاتفاق.
يمكن تطبيق الاتفاقية مؤقتًا من 1 يناير حتى دخولها حيز التنفيذ، ولكن (ما لم تُمدد) ليس بعد 28 فبراير. تضمن قرار المجلس بشأن التوقيع أيضًا الموافقة على الطلب المؤقت، بشرط أن تقرر المملكة المتحدة أيضًا تطبيق المستند مؤقتًا.

## المحتويات
تغطي الاتفاقية المكونة من 1،246 صفحة (بما في ذلك المرفقات) أهدافها العامة وإطارها مع أحكام مفصلة لمصايد الأسماك والضمان الاجتماعي والتجارة والنقل والتأشيرات؛ والتعاون في الشؤون القضائية وإنفاذ القانون والأمن. وتشمل الأحكام الأخرى المشاركة المستمرة في البرامج المجتمعية وآليات تسوية المنازعات.
وفقًا لملخصات الاتفاقية التي نشرتها المفوضية الأوروبية وحكومة المملكة المتحدة، تنص الاتفاقية على ما يلي، وعلى التأثيرات التالية على العلاقة بين الاتحاد الأوروبي والمملكة المتحدة:

### التجارة في البضائع
لا تخضع التجارة في البضائع بين الاتحاد الأوروبي والمملكة المتحدة لأي تعريفات أو حصص. يمكن للتجار التصديق بأنفسهم على الامتثال لقواعد المنشأ المتفق عليها. ومع ذلك، نتيجة لمغادرة المملكة المتحدة منطقة الجمارك في الاتحاد الأوروبي، فإن الإجراءات الجمركية مطلوبة بين الطرفين، ويتم تطبيق ضريبة القيمة المضافة وبعض الرسوم الأخرى عند الاستيراد. هناك أحكام تهدف إلى الحد من الحواجز التقنية أمام التجارة (TBT)، بناءً على اتفاقية منظمة التجارة العالمية اتفاقية الحواجز التقنية أمام التجارة.

### التجارة في الخدمات
بناءً على قواعد منظمة التجارة العالمية، كل طرف أن يعامل مزودي الخدمات من الطرف الآخر بما لا يقل عن معاملة الطرف الآخر. هناك قواعد لتسهيل تقديم الخدمات عبر الحدود في مجالات معينة، مثل الخدمات الرقمية (بما في ذلك قواعد حماية البيانات)، والمشتريات العامة (توسيع نطاق تغطية برنامج العمل العالمي لمنظمة التجارة العالمية إلى حد ما)، ورحلات العمل وإعارة موظفين مؤهلين تأهيلًا عاليًا. ولكن لم يعد هناك وصول عام إلى أسواق خدمات كل منهما؛ على سبيل المثال، لم يعد مقدمو الخدمات المالية قادرين على الوصول إلى العملاء عبر «جواز السفر». لم تعد المؤهلات المهنية معترف بها بشكل متبادل تلقائيًا.

### الطاقة والسياسة العامة والجوانب الأخرى للتجارة
فيما يتعلق بالطاقة، يجب أن يكون هناك تعاون تنظيمي وتقني، بالإضافة إلى إعادة تأكيد الأهداف المناخية لاتفاق باريس. لكن المملكة المتحدة لم تعد جزءًا من سوق الطاقة في الاتحاد الأوروبي ونظام تداول الانبعاثات. أبرمت المملكة المتحدة اتفاقية منفصلة مع الجماعة الأوروبية للطاقة الذرية حول التعاون السلمي في التكنولوجيا النووية، والتي لم تدخل حيز التنفيذ.
بينما يظل الطرفان أحرارًا في صياغة سياستهما العامة في مجالات الدعم، والعمل والسياسة الاجتماعية، أو سياسة المناخ والبيئة، ينص الاتفاق على مبادئ وآليات «تكافؤ الفرص» التي تهدف إلى منع تشويه التجارة نتيجة لذلك، ومن التدابير في هذه المجالات. على وجه الخصوص، يجوز لكل طرف اتخاذ تدابير مضادة (تخضع للتحكيم) ضد التدابير الضارة من قبل الطرف الآخر.
يجب الحفاظ على بعض أحكام الملكية الفكرية الحالية (بما في ذلك شرط حق المؤلف لمدة 70 عامًا) في الاتحاد الأوروبي والمملكة المتحدة، والتي تتجاوز الاتفاقيات متعددة الأطراف وكلاهما طرف في (مثل اتفاق تريبس). هناك قواعد متفق عليها بشأن المؤشرات الجغرافية الموجودة قبل انسحاب المملكة المتحدة من الاتحاد الأوروبي والتي تم تأكيدها في الاتفاق، ولكن ليس للمؤشرات المسجلة بعد ذلك.

### حركة الأشخاص
لا توجد حرية تنقل الأشخاص بين الاتحاد الأوروبي والمملكة المتحدة؛ يحتاج الزوار إلى جواز سفر وتأشيرة للإقامة لمدة تزيد عن 90 يومًا في أي فترة 180 يومًا. هناك تنسيق لبعض مزايا الضمان الاجتماعي.

### الطيران والنقل البري
في مجال الطيران، تواصل شركات النقل التابعة للاتحاد الأوروبي والمملكة المتحدة التمتع بإمكانية الوصول إلى حركة المرور من نقطة إلى نقطة بين مطاري الاتحاد الأوروبي والمملكة المتحدة (الحرية الثالثة والرابعة للطيران ). لكن لم يعد بإمكانهم الوصول إلى أسواق الطيران الخاصة ببعضهم البعض بخلاف ذلك، بما في ذلك ما يتعلق بالرحلات الداخلية أو الرحلات الجوية التي تربطهم ببلدان أخرى. إن المملكة المتحدة حرة في التفاوض بشأن «حقوق المرور الخامسة للحرية» (مثل طريق لندن - باريس - برشلونة لشركة النقل البريطانية) مع الدول الأعضاء في الاتحاد الأوروبي بشكل فردي. يوجد تعاون بشأن سلامة الطيران، لكن المملكة المتحدة لم تعد تشارك في وكالة سلامة الطيران الأوروبية.
وبالمثل، في النقل البري، يقتصر الوصول المتبادل إلى الأسواق بشكل عام على وسائل النقل عبر الحدود من نقطة إلى نقطة، مع ما يصل إلى حركتين إضافيتين في أراضي الطرف الآخر.

### مصايد الأسماك
خروج المملكة المتحدة من السياسة المشتركة لمصايد الأسماك الأوروبية. خلال فترة انتقالية مدتها 5 سنوات ونصف، ستخفيض حصص الصيد في الاتحاد الأوروبي في مياه المملكة المتحدة تدريجياً بنسبة 25٪ عما كانت ق قبل خروج بريطانيا من الاتحاد الأوروبي، وبعد ذلك سيتم التفاوض على ترتيبات جديدة.

### التعاون ومشاركة المملكة المتحدة في برامج الاتحاد الأوروبي
في مجال الأمن، لم تعد المملكة المتحدة تشارك في وكالات الأمن التابعة للاتحاد الأوروبي ولم يعد بإمكانها الوصول إلى قاعدة بيانات SIS II. لكن تعاون المملكة المتحدة مستمر مع اليوروبول ويوروجست، وهناك آليات لتبادل بعض البيانات ذات الصلة بالأمن، مثل سجلات أسماء الركاب، وبيانات اتفاقية بروم (الحمض النووي، وبصمات الأصابع، وتسجيل المركبات) والسجلات الجنائية.
لم تعد المملكة المتحدة تشارك في برامج تمويل التنمية في الاتحاد الأوروبي. وتواصل المشاركة في خمسة برامج فنية للاتحاد الأوروبي:
- هورايزون يوروب
- أبحاث وتدريب يوراتوم،
- المفاعل النووي الحراري التجريبي الدولي،
- كوبرنيكوس
- مراقبة الأقمار الصناعية (جزئيًا)[18]

أحد البرامج غير المدرجة في الاتفاق هو برنامج تبادل الطلاب Erasmus.

### الأحكام المؤسسية وتسوية المنازعات
نصت الاتفاقية على إنشاء مجلس شراكة مكون من ممثلين عن الاتحاد الأوروبي والمملكة المتحدة. من خلال العمل بالتراضي، يحق له إدارة الاتفاقية وحل النزاعات من خلال التفاوض وتعديل أجزاء معينة من الاتفاقية إذا لزم الأمر. سيأخذ مجلس الشراكة هذا الدور أيضًا في استكمال الاتفاقيات بين الاتحاد الأوروبي والمملكة المتحدة، ما لم يُتفق على خلاف ذلك (المادتان COMPROV 2 وInst 1.2) 
عندما لا يمكن حل الخلافات بين الطرفين من خلال التشاور، يجوز لأي من الطرفين تقديم النزاع إلى لجنة تحكيم مستقلة. إذا وجدت هذه اللجنة أن أحد الطرفين قد انتهك التزاماته، فيجوز للطرف الآخر تعليق (جزء من) التزاماته بموجب الاتفاقية. تستثني الاتفاقية أي دور لمحاكم المملكة المتحدة أو الاتحاد الأوروبي، بما في ذلك محكمة العدل الأوروبية، في تسوية المنازعات بين الاتحاد الأوروبي والمملكة المتحدة.

## ردود الفعل
قالت رئيسة المفوضية الأوروبية، أورسولا فون دير لاين، عن الاتفاق: «كان الأمر يستحق القتال من أجل هذه الصفقة لأن لدينا الآن اتفاقية عادلة ومتوازنة مع المملكة المتحدة، والتي ستحمي مصالحنا الأوروبية، وتضمن المنافسة العادلة، و توفر إمكانية التنبؤ التي تشتد الحاجة إليها لمجتمعات الصيد لدينا. أخيرًا، يمكننا ترك انسحاب المملكة المتحدة من الاتحاد الأوروبي وراءنا والتطلع إلى المستقبل.»
قال كبير مفاوضي المفوضية الأوروبية، ميشيل بارنييه، عن قانون مكافحة الإرهاب: «لقد وصلنا الآن إلى نهاية فترة أربع سنوات مكثفة للغاية، خاصة خلال الأشهر التسعة الماضية، والتي تفاوضنا خلالها على الانسحاب المنظم للمملكة المتحدة من الاتحاد الأوروبي وشراكة جديدة تمامًا، والتي اتفقنا عليها أخيرًا اليوم. لقد كانت حماية مصالحنا في المقدمة والمركز طوال هذه المفاوضات ويسرني أننا تمكنا من القيام بذلك. يعود الأمر الآن إلى البرلمان الأوروبي والمجلس ليقولوا كلمتهم في هذه الاتفاقية.»
قال رئيس وزراء المملكة المتحدة، بوريس جونسون، عن الاتفاق: «صُممت هذه الاتفاقية مع الاتحاد الأوروبي لتكريم تعليمات الشعب البريطاني - التي جرى التعبير عنها في استفتاء عام 2016 والانتخابات العامة العام الماضي - لاستعادة السيطرة على قوانيننا وحدودنا وأموالنا وتجارتنا ومصائد الأسماك. إنه يغير أساس علاقتنا مع جيراننا الأوروبيين من قانون الاتحاد الأوروبي إلى التجارة الحرة والتعاون الودي».

## روابط خارجية
- اتفاقية التجارة والتعاون: نص إنجليزي مؤقت، متضمنًا الملاحق والبروتوكولات والإعلانات.
- اتفاقية التعاون النووي واتفاقية الإجراءات الأمنية لتبادل المعلومات السرية وحمايتها.
- منشورات المفوضية الأوروبية: اتفاقية التجارة والتعاون بين الاتحاد الأوروبي والمملكة المتحدة - نظرة عامة على العواقب والفوائد (24 ديسمبر 2020)
- منشورات المفوضية الأوروبية: اتفاقية التجارة والتعاون بين الاتحاد الأوروبي والمملكة المتحدة - إنفوجرافيك (24 ديسمبر 2020)
- حكومة المملكة المتحدة: شرح موجز لـ TCA (24 ديسمبر 2020)
- المسودة الأولية للاتحاد الأوروبي: منطقة التجارة الحرة الأوروبية - المملكة المتحدة (مسودة) (20 مارس 2020)
- المسودة الأولية للمملكة المتحدة: اتفاقية التجارة الحرة بين المملكة المتحدة والاتحاد الأوروبي (مسودة) (غير مؤرخة، الإصدار العام 19 مايو 2020)